# Јосип Лозовина
Јосип Лозовина Мосор (Сегет Доњи, код Трогира, 20. мај 1919 — Сегет Доњи, 19. мај 1946) био је учесник Народноослободилачке борбе и народни херој Југославије.

## Биографија
Рођен је 20. маја 1919. године у Сегету Доњем код Трогира.
Након завршетка основне школе уписао се у грађанску школу у Трогиру. Године 1933. избачен је из школе, након чега се вратио у родно село и до почетка рата у Југославији бавио земљорадњом. Године 1934. постао је члан Савеза комунистичке омладине Југославије, а 1939. члан Комунистичке партије Југославије. Године 1940. формирана је партијска организација у Сегету Доњем, а Јосип је постао њен руководилац.
Учесник Народноослободилачке борбе је од 1941. године. Формирао је Сегетску ударну групу 14. јула, која је већ сутрадан уништила непријатељски воз између Каштела и Лабина. До октобра је постао члан Месног комитета КПХ за Трогир. Након формирања секторског партијског руководства за трогирски крај у фебруару 1942. године, Јосип је постао његов члан. Неколико месеци касније постао је секретар новоформираног Среског комитета КПХ за Трогир. Учествовао је и у диверзантским акцијама.
Када је средином фебруара 1943. године формирана Лећвичка партизанска чета на Мосору, Јосип је постао њен политички комесар. Неколико дана касније, формиран је Мосећки батаљон чији је командант постао Јосип. Пошто је већ био озбиљно оболео на плућима, у априлу је постављен за команданта Сплитског војног подручја.
После капитулације Италије, заједно је са Ивом Лолом Рибаром и Вицком Крстуловићем у Сплиту водио преговоре о предаји италијанске дивизије „Бергамо“. Под његовим руководством, формиране су у Сегету Доњем, 8. и 9. септембра 1943. године, Осма и Девета далматинска бригада. Крајем новембра, Јосип је постављен за политичког комесара Штаба Групе средњодалматинских одреда.
Умро је 19. маја 1946. године и сахрањен је у родном месту.
Указом Президијума Народне скупштине ФНР Југославије 20. децембра 1951. проглашен је за народног хероја.